# (15041) Paperetti
(15041) Paperetti es un asteroide perteneciente al cinturón de asteroides descubierto por Luciano Tesi y Andrea Boattini desde el Observatorio Astronómico de las Montañas de Pistoia, en San Marcello Pistoiese, Italia, el 8 de diciembre de 1998.

## Designación y nombre
Paperetti se designó inicialmente como 1998 XB5.
Posteriormente, fue nombrado en honor de Emiliano Paperetti (n. 1951) quien es un astrónomo aficionado que vive en la ciudad toscana de Pistoya. Entre sus principales intereses está el desarrollo de software astronómico que también sirvió al equipo involucrado en la investigación de planetas menores en San Marcello Pistoiese.

## Características orbitales
Paperetti orbita a una distancia media de 2,257 ua del Sol, pudiendo alejarse hasta 2,628 ua y acercarse hasta 1,885 ua. Su inclinación orbital es 5,777 grados y la excentricidad 0,165. Emplea 1238,32 días en completar una órbita alrededor del Sol.

## Características físicas
La magnitud absoluta de Paperetti es 15,16.Tiene 2,532 km de diámetro. Su albedo se estima en 0,331.